# Hamraia
Hamraia (em árabe: ﺮاﻳﺔﺣ) é uma cidade e comuna localizada na província de El Oued, Argélia. Segundo o censo de 2008, a população total da cidade era de 5 172 habitantes.